# Slatka voda
Slatka voda je voda, čiji je mineralni sastav ispod praga neprijatnosti za osjetilo okusa.
Slatka voda je prirodna voda na Zemljinoj površini u ledenom pokrovu, ledenim kapama, ledenjacima, cretovima, barama, jezerima, rijekama i potocima, kao i u podzemnim vodama i podzemnim izvorima. 
Slatka voda općenito ima niske koncentracije otopljene soli i drugih ukupnih otopljenih tvari. Pojam isključuje morsku vodu i slane vode. Izraz "slatka voda" koristi se za vodu, koja se razlikuje od slane vode. 